# Rote Wand (Dobratsch)
Die Rote Wand ist eine Felswand an der Südseite des Dobratsch im österreichischen Kärnten. Es handelt sich dabei um das Abbruchgebiet mehrerer Bergstürze.

## Aussichtswarte Rote Wand
An der Villacher Alpenstraße befindet sich die Aussichtswarte Rote Wand und ragt 400 m über den Abgrund der Felswand. Von dort aus hat man einen weiten Blick auf das untere Gailtal, die Karawanken bis in das slowenische Kranjska Gora und die slowenischen Julische Alpen. Außerdem kann man bis zum Dreiländereck Italien, Slowenien und Österreich sehen. Mit Schautafeln wird auf der Aussichtswarte auf das Erdbeben im Friaul von 1348 erinnert.

## Felsstürze
Der Kalkstein des Dobratsch ist anfällig gegenüber Witterungseinflüssen, weshalb es immer wieder zu Felsstürzen kam. Im Jahr 1348 stürzten, ausgelöst durch das Erdbeben im Friaul, geschätzte 150 Millionen Kubikmeter Gestein ins Tal, wo sie die Gail aufstauten und mehrere Dörfer überschwemmt wurden.
Am Freitag, dem 16. Jänner 2015 kurz vor 20:23 Uhr MEZ (19:23 UTC) brachen aus der Roten Wand unterhalb der Aussichtswarte auf einer Fläche von rund fünf Hektar Felsen heraus, dabei stürzten 1500 Kubikmeter Gestein in den darunter liegenden Wald.